# Двадесет и осми пехотен стремски полк
Двадесет и осми пехотен стремски полк е български пехотен полк, формиран през 1900 година и взел участие в Балканската (1913), Междусъюзническата (1913) и Първата световна война (1915 – 1918).

## Формиране
Двадесет и осми пехотен стремски полк е формиран в Хасково под името Четвърти пехотен резервен полк през 1900 година съгласно указ №9 от 1 януари 1899 година в състав четири пехотни и една погранична рота. Кадровият състав е от 10-и и 21-ви полк пехотни полкове. На 29 декември 1903 година с указ №84 на княз Фердинанд I се развръща от една в две дружини и се преименува на 28-и пехотен стремски полк. От 30 декември 1903 година с указ №88 е определен за постоянен гарнизон на полка гр. Карлово. Влиза в състава на 2-ра бригада на 2-ра пехотна тракийска дивизия
Полкът се попълва от 28-о полково военно окръжие, което обхваща Карловска околия и северозападната част на Пловдивска селска околия (общините Демирджилерска, Демирджилерновомахленска, Дуванлийска, Думинлийска, Дългогеренска, Елешнишка, Красновска, Кръстевишка, Панагерска, Староновоселска и Хамбарлийска).

## Балкански войни (1912 – 1913)
При обявяването на Балканската война 28-и полк е влизал в състава на Хасковския отряд с 2 дружини, а други две са насочени към района на Малгара – т.нар. Малгарски отряд. Полкът при мобилизацията се е развръщал в 4 дружини, картечна рота с 4 картечници и нестроева рота, като е давал кадър за две дружини от Четиридесети пехотен беломорски полк и 28-а допълняюща дружина. Полкът участва в боевете при Кърджали и Дедеагач, а от 15.12.1912 г. с цялата Втора пехотна тракийска дивизия влиза в състава на Четвърта българска армия, в която остава до края на Междусъюзническата война. В началото на 1913 г. охранява крайбрежието на Мраморно море, а през май е превозен за Македония. В началото на юни в полка избухва бунт, твърде скоро потушен. Полкът играе основна роля в боевете за превземането на Криволашката позиция на 18 – 21 юни 1913 г., но понася много тежки загуби при фронталните атаки на нож. Впоследствие при отстъплението на Четвърта армия се оттегля към гребена на Голак планина. Там е в резерв, но взима участие при последните боеве срещу гърците при Беяз тепе и Занога.

## Първа световна война (1915 – 1918)
Полкът взема участие в Първата световна война (1915 – 1918) в състава на 2-ра бригада от 2-ра пехотна тракийска дивизия.
При намесата на Бълария във войната полкът разполага със следния числен състав, добитък, обоз и въоръжение:
| Числен състав                          | Добитък               | Обоз                                                    | Въоръжение                           |
| -------------------------------------- | --------------------- | ------------------------------------------------------- | ------------------------------------ |
| Офицери: 65 Подофицери и войници: 4802 | Коне: 487 Волове: 146 | Обикновени коли: 53 Товарни коли: 145 Специални коли: 4 | Пушки и карабини: 3200 Картечници: 4 |

Сражава се първо срещу Десета английска дивизия в битката при прохода Костурино, а впоследствие през есента на 1916 г. е прехвърлен към Завоя на Черна. Там полкът загубва близо 2/3 от личния си състав, но успява да задържи позицията си с много героизъм при наистина критически условия – почти пълно превъзходство на противника в жива сила и артилерия. Впоследствие е на позиция западно от Добро поле и през 1918 г. взима участие в отбраната. По заповед, за да не бъде обкръжен, отстъпва на 17 септември. Впоследствие успява да се насочи навреме на изток и не е сред частите попаднали в заложничество.

## Разформиране
През 1919 година съгласно предписание №20276 и в изпълнение на клаузите на Ньойския мирен договор полкът е разформиран и състава му се придава към 27-и пехотен чепински полк, като до 1 май 1920 година действа Ликвидационен щаб. По времето когато полкът отсъства от мирновременния си гарнизон, на негово място се формира 28-а допълваща дружина.

## Наименования
През годините полкът носи различни имена според претърпените реорганизации:
- Четвърти пехотен резервен полк (1900 – 29 декември 1903)
- Двадесет и осми пехотен стремски полк (29 декември 1903 – 1920)

## Командири
Званията са към датата на заемане на длъжността.
| №  | звание       | име                | дати             |
| -- | ------------ | ------------------ | ---------------- |
| 1. | Полковник    | Кирил Козловски    |                  |
|    | Подполковник | Георги Панайотов   | към 19 март 1902 |
|    | Полковник    | Андрей Парлапанов  | към 1904         |
|    | Подполковник | Владимир Серафимов | от 1908          |
|    | Полковник    | Иван Цеков         | от 1912?         |
|    | Полковник    | Иванов             | до 1914          |
|    | Подполковник | Илия Раев          | 1914 – 1917      |
|    | Подполковник | Стефан Петров      | от 1917          |

Други командири: Любомир Стоенчев, Васил Араданов